# Jaroslav Juhan
Jaroslav Juhan (13. říjen 1921 Praha – 28. září 2011 Ženeva) byl český automobilový závodník, hokejista a jihoamerický podnikatel, někdejší významný prodejce automobilové značky Porsche, bývalý manžel herečky Jiřiny Steimarové a děd hereček Anny Polívkové a Venduly Burger.
V roce 1951 emigroval z Československa do Guatemaly, kde se později stal nejen nejvýznamnějším prodejcem vozů Porsche, ale i známým automobilovým závodníkem. V roce 1953 se zúčastnil dálkového automobilového závodu Carrera Panamericana, který vedl napříč celou Jižní Amerikou, v témže roce se v továrním týmu s vozem Porsche zúčastnil známého závodu 24 hodin Le Mans, kde skončil na 6. místě. V padesátých letech pak přesídlil do Paříže . Do konce svého života žil ve švýcarské Ženevě, kde zemřel ve věku 89 let.

## Hokejová kariéra
Hrál v letech 1939-1943 za LTC Praha, nastoupil ve 20 zápasech a dal 18 gólů.